# Friedrich Alpers

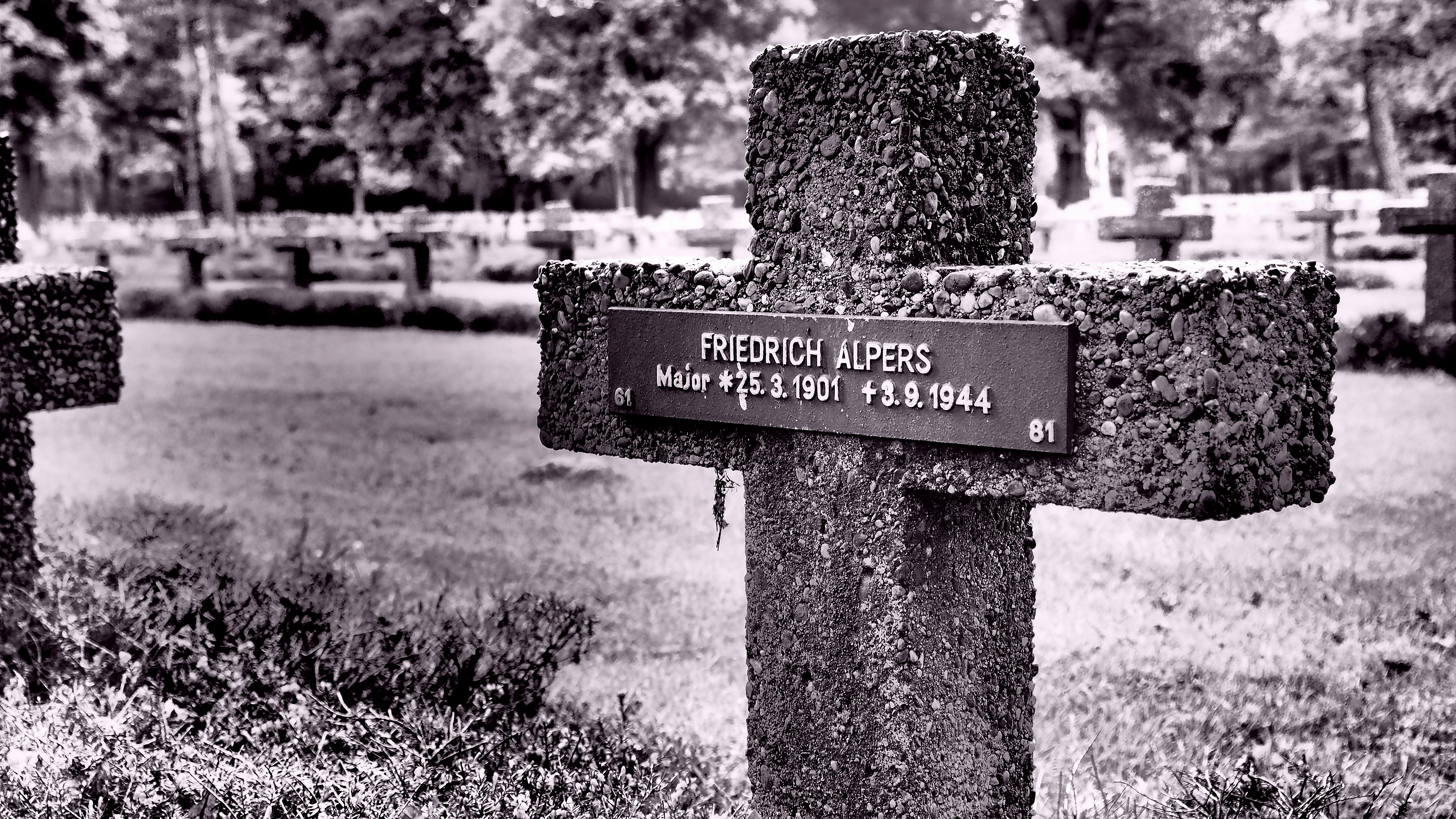
Friedrich Alpers gravsten.

Friedrich "Fritz" Ludwig Herbert Alpers, född 25 mars 1901 i Sonnenberg (nu en del av Vechelde), död 3 september 1944 i Mons, Belgien, var en tysk jurist, SS-Obergruppenführer och politiker i Fristaten Braunschweig. Han var i egenskap av lagstiftare i fristaten Braunschweig ansvarig för förföljelsen av judar och politiska motståndare därstädes.

## Biografi
Efter att ha avlagt Abitur vid gymnasiet Martino-Katharineum i Braunschweig tillhörde Alpers i några år Freikorps Maercker, som bland annat bekämpade spartakisterna. Alpers studerade rättsvetenskap och statsvetenskap vid universiteten i Heidelberg, München och Greifswald. Efter den andra statsexamen blev han rättsassessor och kom att verka som advokat i Braunschweig fram till år 1933.
Alpers blev medlem i Nationalsocialistiska tyska arbetarepartiet (NSDAP) i juni 1929. I maj året därpå gick han med i Sturmabteilung (SA) för att 1931 gå över till Schutzstaffel (SS). Från oktober 1930 var Alpers ledamot av Braunschweig lantdag.

### Minister i Fristaten Braunschweig
Efter Adolf Hitlers utnämning till Tysklands rikskansler den 30 januari 1933 blev Alpers finans- och justitieminister i Fristaten Braunschweig under dess ministerpresident Dietrich Klagges. Tillsammans med Klagges och Friedrich Jeckeln var Alpers ansvarig för likriktningen av Fristaten Braunschweig och förföljelsen av dess politiska motståndare.
Klagges hade inrättat SS-Hilfspolizei, som ställdes under Alpers befäl. Denna polisstyrka blev ökänd för sina brutala aktioner mot bland andra SPD- och KPD-medlemmar. Alpers var tillsammans med Klagges och Jeckeln ansvarig för de så kallade Riesebergmorden i juli 1933, då tio KPD-medlemmar misshandlades och mördades. Jeckeln försäkrade sig om att morden inte utreddes ordentligt. Alpers deltog även i förföljelsen av den förutvarande ministerpresidenten Heinrich Jasper (SPD) samt Matthias Theisen (SPD), som mördades av SS. Alpers försökte även få Braunschweigische Staatsbank under sin kontroll.

### Generaljägmästare

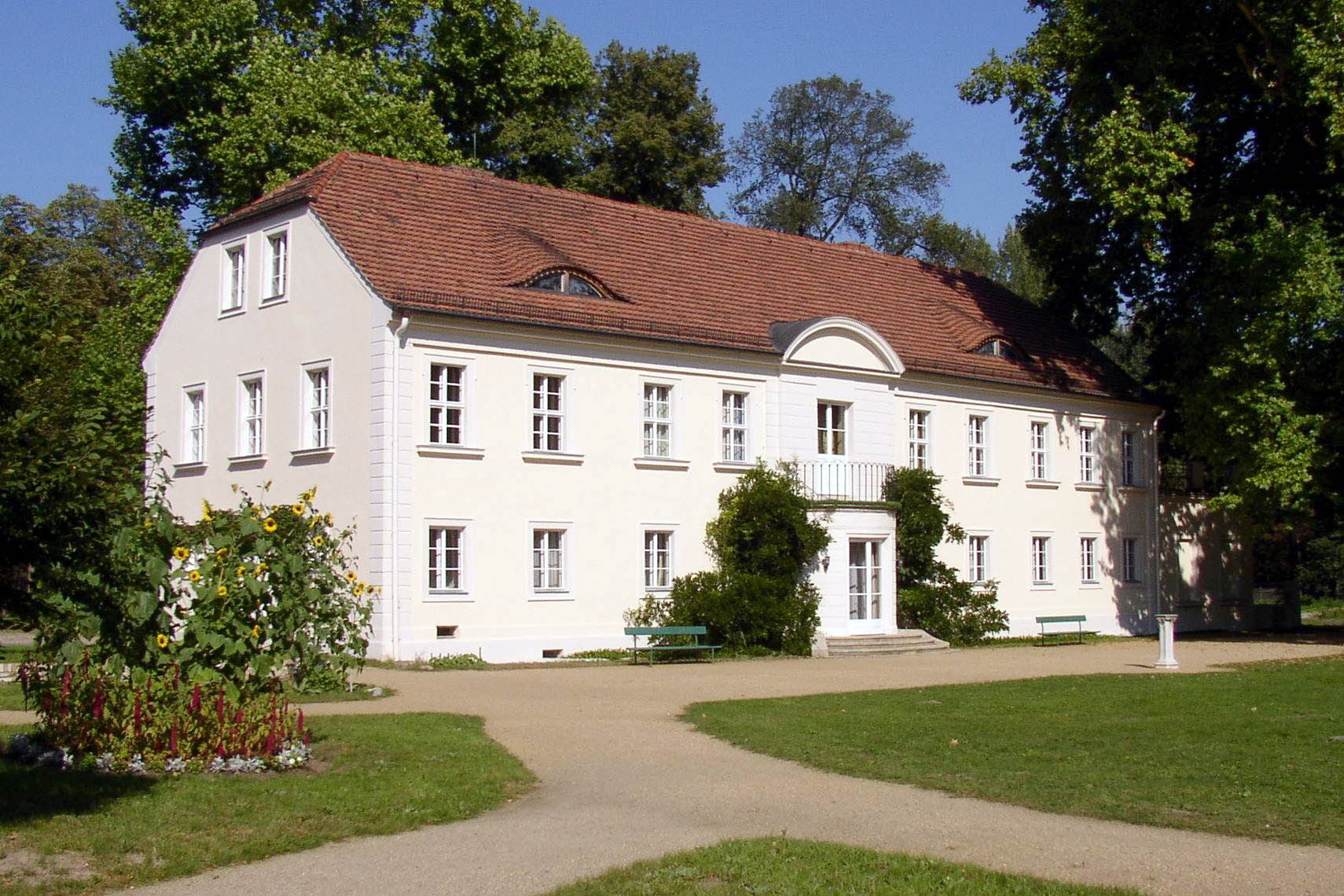
Schloss Sacrow i Potsdam-Sacrow.

År 1937 utsåg Hermann Göring Alpers till Walter von Keudells efterträdare som preussisk generaljägmästare (Generalforstmeister) och statssekreterare vid ministeriet för skogsbruk. Hans tjänstesäte var Schloss Sacrow i Potsdam-Sacrow.

### Död
I februari 1944 avsade sig Alpers alla sina partiämbeten och påbörjade sin tjänstgöring på västfronten som major i Luftwaffes reserv. Den 21 augusti 1944 ersatte Alpers Kurt Stephani som chef för 9:e fallskärmsjägarregementet. Efter att ha sårats allvarligt vid Mons i Belgien begick Alpers självmord genom att skjuta sig.

## Utmärkelser
Friedrich Alpers utmärkelser
- Riddarkorset av Järnkorset: 14 oktober 1942
- Tyska korset i guld: 20 april 1942
- Järnkorset av andra klassen: 1939
- Järnkorset av första klassen: 2 juni 1940
- Frontflygarspännet (spaningsflyg) i brons
- Frontflygarspännet (spaningsflyg) i silver
- Frontflygarspännet (spaningsflyg) i guld
- Fallskärmsjägarmärket: cirka 1944
- Flygspaningsutmärkelsen: 1 januari 1938
- Krimskölden: 20 mars 1943
- Sudetenlandmedaljen (Medaille zur Erinnerung an den 1. Oktober 1938)
- NSDAP:s partitecken i guld: 30 januari 1943
- Braunschweigmötets utmärkelse
- NSDAP:s tjänsteutmärkelse i brons
- NSDAP:s tjänsteutmärkelse i silver
- Tyska ryttarutmärkelsen i silver
- SS Hedersdolk
- SS Hederssvärd
- SS-Ehrenring (Totenkopfring)
- SS-Zivilabzeichen (-Z.A. nummer 1 255)
- Hedersärmvinkel (Ehrenwinkel der Alten Kämpfer)
- Julleuchter der SS